# Apiwit Samurmuen
Apiwit Samurmuen (thailändisch อภิวิชญ์ เสมอเหมือน, * 28. November 1996) ist ein thailändischer Fußballspieler.

## Karriere
Apiwit Samurmuen spielte, bevor er sich 2020 dem Kasetsart FC anschloss, beim Bangkok University Deffo FC, Ayutthaya FC, Ayutthaya United FC und dem Bankhai United FC. Bei Kasetsart spielte er von 2020 bis Mai 2021. Der Verein aus der thailändischen Hauptstadt Bangkok spielte in der zweithöchsten Liga, der Thai League 2. Sein Zweitligadebüt für Kasetsart gab er am 13. September 2020 im Auswärtsspiel gegen den Lampang FC. Hier wurde er in der 67. Minute für Kitting Aupachakham eingewechselt. Für Kasetsart absolvierte er 27 Zweitligaspiele und schoss dabei sieben Tore. Im Mai wechselte er zum Erstligaabsteiger und Ligakonkurrenten Sukhothai FC. Für den Verein aus Sukhothai kam er in der zweiten Liga nicht zum Einsatz. Zur Rückrunde 2021/22 wechselte er im Januar 2022 zum Erstligisten PT Prachuap FC. Direkt nach Vertragsunterzeichnung in Prachuap wurde er an seinen ehemaligen Verein Kasetsart FC ausgeliehen. Für den Hauptstadtverein stand er siebenmal in der zweiten Liga auf dem Rasen. Nach Vertragsende in Prachuap unterschrieb er im Juli 2022 einen Vertrag beim Zweitligisten Udon Thani FC. Für den Klub aus Udon Thani bestritt er acht Ligaspiele. Nach der Hinrunde 2022/23 wechselte er im Dezember 2022 zum Ligakonkurrenten Phrae United FC. Nach 17 Ligaspielen wechselte er im August 2023 zum ebenfalls in der zweiten Liga spielenden Customs United FC. Am Ende der Saison 2023/24 belegte er mit dem Klub den vorletzten Tabellenplatz und musste somit in die dritte Liga absteigen. Nach insgesamt 29 Ligaspielen wurde sein Vertrag nach der Hinrunde 2024/25 im Dezember 2024 nicht verlängert.